# Midland (Texas)
Midland és una població dels Estats Units a l'estat de Texas. Segons el cens del 2009 tenia 106.561 habitants.

## Demografia
Segons el cens del 2000, Midland tenia 94.996 habitants, 35.674 habitatges, i 25.221 famílies. La densitat de població era de 550,6 habitants/km².
Dels 35.674 habitatges en un 37,9% hi vivien nens de menys de 18 anys, en un 55,4% hi vivien parelles casades, en un 11,9% dones solteres, i en un 29,3% no eren unitats familiars. En el 25,8% dels habitatges hi vivien persones soles el 9,2% de les quals corresponia a persones de 65 anys o més que vivien soles. El nombre mitjà de persones vivint en cada habitatge era de 2,62 i el nombre mitjà de persones que vivien en cada família era de 3,19.
Per edats la població es repartia de la següent manera: un 29,9% tenia menys de 18 anys, un 9% entre 18 i 24, un 28,2% entre 25 i 44, un 20,6% de 45 a 60 i un 12,3% 65 anys o més.
L'edat mediana era de 34 anys. Per cada 100 dones de 18 o més anys hi havia 87,7 homes.
La renda mediana per habitatge era de 39.320$ i la renda mediana per família de 48.290$. Els homes tenien una renda mediana de 37.566$ mentre que les dones 24.794$. La renda per capita de la població era de 20.884$. Aproximadament el 10,1% de les famílies i el 12,9% de la població estaven per davall del llindar de pobresa.

## Poblacions més properes
El següent diagrama mostra les poblacions més properes.